# Gelis parens
Gelis parens là một loài tò vò trong họ Ichneumonidae.